# 雅沙·海菲茨
雅沙·海飛茲（Jascha Heifetz，1901年2月2日—1987年12月10日），俄裔美籍小提琴家，被認為是歷史上最偉大的小提琴家之一。

## 生平

### 早年
1900年2月2日，海飛茲生於俄羅斯帝國維爾紐斯（今立陶宛維爾紐斯）的一個猶太人家庭，其母曾親筆改動了他的出生年分，使其的歲數整整提前了一年。
父親是維爾紐斯交響樂團的首席，海飛茲在父親指導下，從三歲起開始學習小提琴。他是個音樂神童，家境清贫但却有着优异的音乐細胞，隨即顯現了超凡的天份，在1905年展開正式的音樂學習，師從維爾紐斯帝國音樂學校的伊爾亞‧馬爾金（Ilya Malkin）。1907年，六歲的海飛茲於科夫诺（現為立陶宛考纳斯）第一次公開演奏，演奏孟德爾頌的小提琴協奏曲。1910年，海飛茲跟隨俄國當時的小提琴教父莱奥波德·奥尔學習小提琴，学到以前没学过的运用自如弓法，起初海菲茨学断奏方面遇到些困难，但在奥尔多耐心示范下，豁然开朗。

### 少年時代
1911年4月30日，十歲的海飛茲在俄國聖彼得堡舉行演奏會，正式出道。
十二岁时，海飛茲於1912年10月28日首次在柏林演出，在尼基什指揮下，與柏林愛樂共演契科夫斯基的小提琴協奏曲。在演奏時遇見當時著名奧地利小提琴家弗里茨·克莱斯勒，當克萊斯勒聽完海飛茲的演出後驚嘆地說：“現在我們可以把我們的琴都折斷了。”之後，他的少年時代大多在歐陸奧地利、斯堪地那維亞地區的巡迴演出。

### 移居美國

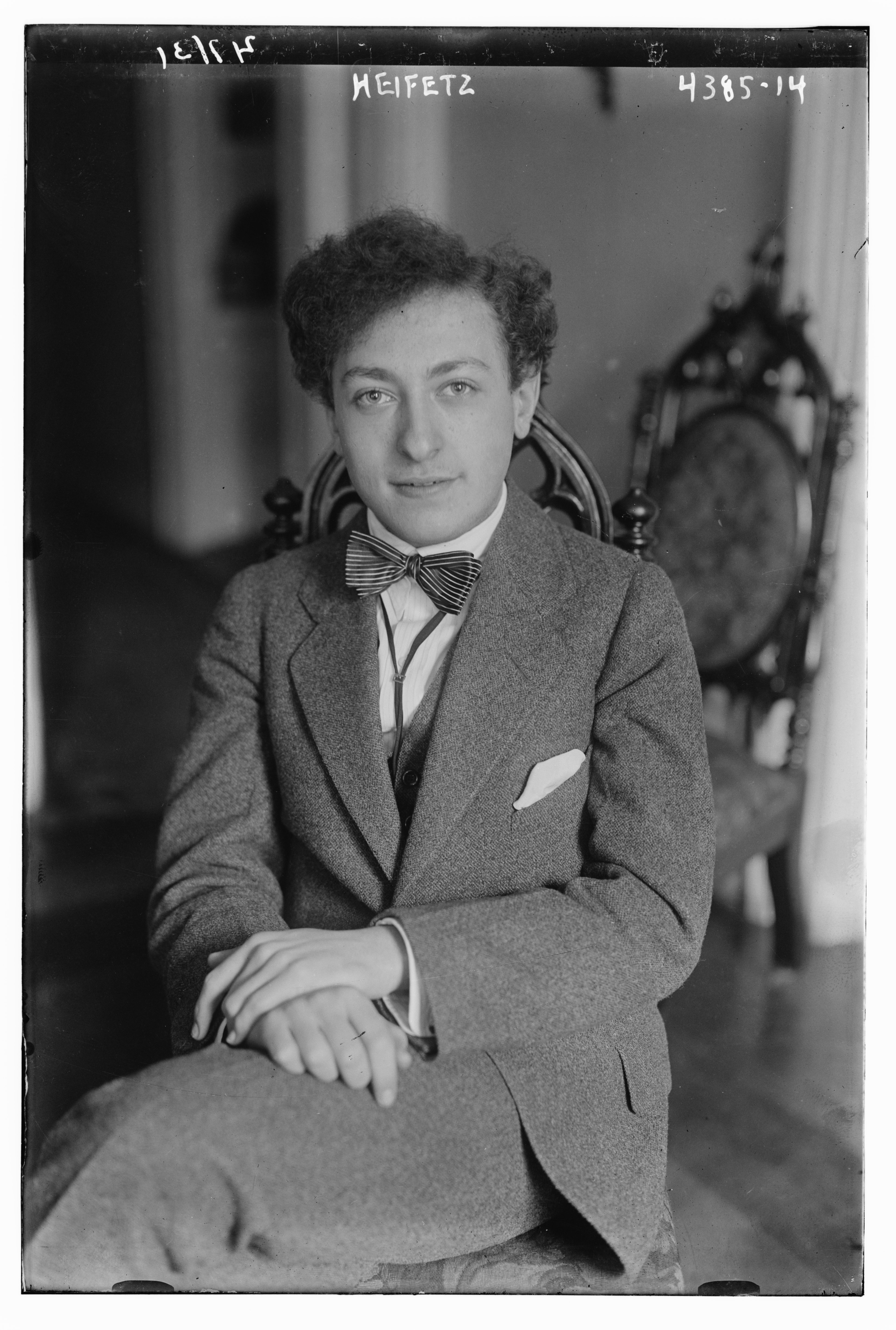
1917年的海飛茲

1917年，十七歲的海飛茲收到來自美國的邀請，於10月27日在美国卡內基音樂廳首次登台演出，並从此定居在美國拓展其演奏生涯。此次演奏，吸引了幾乎全美國最有名的小提琴家前來觀賞。年輕的海飛茲毫不怯場，而且發揮得淋漓盡致，把到場的小提琴家嚇得目瞪口呆，輕易地征服了美國樂壇。
1925年，海飛茲取得美國公民身分。1936年，與勞倫斯‧提貝特一同組建了美國音樂藝術家公會。1937年，擔任美國廣播藝術家協會的首席副主席。

#### 巡迴演出
1917年11月9日，海飛茲完成了首次錄音，鋼琴合作為安德烈‧本瓦（André Benoist），隨後他展開了美國巡迴。之後的數年間，他並陸續完成了倫敦（1920）、巴黎（1920）、澳大利亞（1921）與亞洲（1923）的首演。1919年，塞繆爾‧喬茨諾夫（Samuel Chotzinoff）成為他專屬的鋼琴合作。1925年，伊西多爾‧阿科朗（Isidor Achron）取代了喬茨諾夫的位置。1929年，完成南美洲首演。
1934年，伊曼努埃爾‧貝（Emanuel Bay）成為專屬鋼琴合作，並隨他返回俄羅斯，在十七天內舉行了十三場演出。這是海飛茲生前唯一一次回到故土。1942–44年，參與戰時美軍勞軍活動，其中包括了在義大利、北非前線戰場所舉行的，八週內四十五場之多的演出。

#### 電影演出
1939年，海飛茲在電影They Shall Have Music中，首次大銀幕亮相.，飾演自己。1947年，在電影Carnegie Hall中演出柴可夫斯基的小提琴协奏曲。

#### 創作
1927年，海飛茲展開對龐塞作品《小星星》（Estrellita）的改編工作，後來陸續衍生的改編版本數超過百個。1930年，出版了丁尼庫作品霍拉舞曲的改編。1946年，海飛茲化名為吉姆‧霍伊爾（Jim Hoyle），創作了一首膾炙人口的歌曲〈When You Make Love To Me—Don't Make Believe〉。克羅斯比和葳庭都曾錄唱過這首歌曲。
1949年，他與亨利克‧卡斯頓（Henryk Kaston）共同研製的小提琴弱音器取得專利權，並被命名為「海飛茲弱音器」。

### 晚期生涯

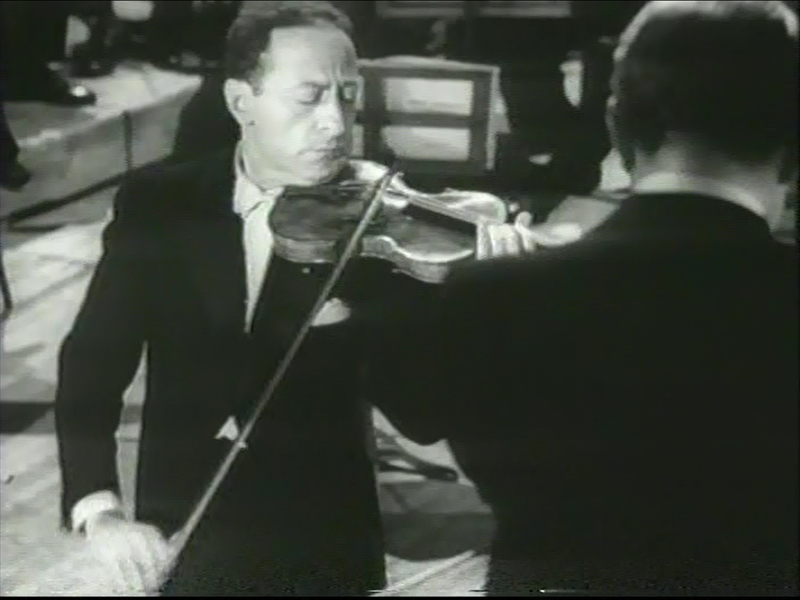
1947年於卡內基音樂廳

1954年，布魯克斯‧史密斯（Brooks Smith）成為專屬鋼琴合作。1961年於洛杉磯開始一系列的「海飛茲–畢亞第高斯基音樂會」演出活動，之後並陸續轉往舊金山、紐約演出。
1970年，於巴黎完成了電視特別節目的剪輯製作，並於美國播放。1972年，於洛杉磯音樂中心完成最後的公開演出，這場演出並且被轉錄為專輯出版。

#### 教學與其他領域
1957年，海飛茲加入了公開呼吁加州普設9-1-1緊急號碼的運動。1958–59年，擔任加大洛杉磯分校的講座教授。1961年，擔任南加大教授。他對學生的要求極度嚴格，學生往往吃不消而選擇離開，但其實他是一位十分關心學生的好老師，對於學生的各方面，甚至生活上的需求他都十分熱心幫忙。十年之間，他收了150位學生，其中雪莉·克魯斯（Sherry Kloss）被認為是海飛茲的傳人。此外，他對事物的洞悉力十分強，也常以此觀察學生們的任何需要。
1973年之後，海飛茲展現了對其他領域的興趣，例如：錄音的轉錄工程，以及對環境保護運動的參與等。他於1983年中止了與南加大的合作關係，但仍繼續個人的教學活動。

#### 逝世
1987年12月10日，逝世於洛杉磯的錫安山醫學中心。

## 個人生活
海飛茲偉大成就的背後，除了天份與努力之外，他也付出了相當的代價。他從小得接受艱苦的天才兒童訓練，無法像一般人一樣成長，結果性格孤僻保守。他的兩次婚姻都以離婚收場，雖然養育了三個孩子，卻沒有享受過太多家庭生活的樂趣。他的女兒Josepha Heifetz是一位作曲家、鋼琴家兼作家，她曾經表示，他們的家庭生活是冷漠和嚴肅的，她甚至必須事先預約，才能夠見到她的父母。

## 演奏風格與習慣
海飛茲以幹練、快速而著称，作风霸气而恢宏，技巧惊人而精确。他的風格常給人冷酷的感覺，特别是当他展现炫技作品的时候，冷静干脆地掌握每一刻凝聚的音符，牵动着观众每根神经。他演奏時，習慣將小提琴抬得很高，眼睛盯著手指頭，身體一動也不動，臉上沒有什麼表情。他演奏的速度總是比一般人快，而且快很多，演奏艱深的樂曲時，常令人嘆為觀止。而演奏結束之後，儘管台下歡呼聲雷動，他也是一樣不動聲色。
海菲茨认为练琴太多和练琴太少一样坏；他说：“如果我每天练琴六小时，会一点进步都没有，我还有许多其他兴趣，比如看书或各种运动，诸如打网球、高尔夫、骑自行车、骑马、划船或游泳。常常当我该练琴时，却拿一部照相机往外跑，我是摄影迷。”

### 樂器
海飛茲擁有一把1714年的斯特拉迪瓦里琴「海豚」及一把1742年的瓜奈里名琴。在音乐会上他喜欢用瓜奈里琴，这把琴萨拉萨蒂生前用过，有着极美的音色。

## 評價
海飛茲被譽為帕格尼尼後最偉大的炫技小提琴家，且有「上帝的小提琴手」之美譽。

## 作品

### 商業錄音
海菲茨录制了大量唱片，其中的黑胶唱片现已转录成光碟。由索尼所出版的海菲茨全集，共104张，是个人小提琴专集的吉尼斯世界纪录。